# زاك نايت
زاك نايت (باللغة الإنكليزية Zack Knight) المولود في 22 نوقمبر تشرين الثاني 1991 هو مغني وكاتب أغاني ومنتج بريطاني - باكستاني شهير، وعرف أيضا في بداياته كـ Zeekay. أطلق العديد من السينغلز، بالإضافة إلى أغاني أفلام هندية وباكستناية. غنى أيضا أغنية Ya Baba وهو اقتباس من أغنية سيدي منصور ونسخة زاك نايت هي مع رامي بيتس أي Rami Beatz. يتعاون نايت مع شركة تي سيريز (T-Series). هو حائز على جائزة Pakistani Music Media Awards عام 2015.

## وصلات خارجية
- زاك نايت على موقع IMDb (الإنجليزية)
- زاك نايت على موقع ميوزك برينز (الإنجليزية)
- الموقع الرسمي